# 圣马利诺斯
圣马利诺斯（拉丁語：Saint Marinus，約275年—366年）羅馬天主教、東正教都敬奉的基督教聖人；公元3世紀石匠，罗马帝国的殖民地拉布岛人（位于现在的克罗地亚）。公元257年，圣玛利诺参与了里米尼的城墙重建工作，该城市的城墙曾因为遭受利布尔尼亚海盗的袭击而被破坏。公元301年9月3日，圣玛利诺在蒂塔诺山修建了一个独立的修道院社区，其后成为圣马力诺的前身。圣马力诺（義大利語：San Marino）之名即来自圣马利诺斯，是现存最古老的主权国家和历史最悠久的立宪制共和国。